# توني ثورب
توني ثورب (بالإنجليزية: Tony Thorpe)‏ هو لاعب كرة قدم بريطاني في مركز الهجوم، ولد في 10 أبريل 1974 في ليستر في المملكة المتحدة. لعب مع ستيفيناغ بوروه وسويندون تاون وغريمسبي تاون وكولتشستر يونايتد وكوينز بارك رينجرز ونادي بريستول سيتي ونادي تاموورث ونادي روذرهام يونايتد ونادي ريدنغ ونادي فولهام ونادي لوتون تاون ونادي وكينغ.

## وصلات خارجية
- توني ثورب على موقع قاعدة بيانات كرة القدم.إي يو (الإنجليزية)
- توني ثورب على موقع Soccerbase.com (لاعب) (الإنجليزية)